# Robert Prygiel
Robert Prygiel (ur. 17 kwietnia 1976 w Radomiu) – polski trener i siatkarz, grający na pozycji atakującego, reprezentant Polski. Uczestnik igrzysk olimpijskich 1996 w Atlancie, mistrzostw świata 2002 w Argentynie i 2-krotnie Mistrzostw Europy: 2003 w Niemczech i 2007 w Rosji.
We wrześniu 2024 roku podczas powodzi w południowo-zachodniej Polsce w Nysie umacniał wały wraz ze sztabem szkoleniowym PSG Stali Nysa. Następnie pomagał własnoręcznie wyładowywać z ciężarówek dostarczoną pomoc humanitarną dla osób, które ucierpiały wskutek powodzi.

## Życiorys
Syn Tadeusza i Elżbiety Zawadzkiej. W 1995 roku ukończył miejscowe V Liceum Ogólnokształcące im. Romualda Traugutta. Następnie studiował w Wyższej Szkole Zarządzania Nieruchomościami w Warszawie oraz w Collegium Humanum w Warszawie. Jest żonaty (Katarzyna), ma trzy córki: Zuzannę (ur. 2002), Ninę (ur. 2005) oraz Kalinę (ur. 2010). Obecnie mieszkają w Radomiu. Od najmłodszych lat interesował się sportem. Uprawiał m.in. kolarstwo, lekkoatletykę, tenis stołowy, judo, piłkę nożną. Na mistrzostwach województwa w badmintona wypatrzył go trener siatkarski Arkadiusz Sawiczyński i zaproponował mu uprawianie siatkówki.

## Kariera klubowa
Początkowo trenował na zajęciach SKS-u w Szkole Podstawowej nr 7 w Radomiu. Dopiero chodząc do szkoły średniej rozpoczął treningi w Czarnych Radom pod okiem szkoleniowca Krzysztofa Jaskulskiego. Zapowiadany był jako utalentowany i zdolny gracz. Nie od razu jednak kwalifikował się do wyjściowego składu drużyny występującej w Ekstraklasie. Zadebiutował w niej roli zmiennika w jednym z meczów, kiedy radomianie zdecydowanie prowadzili. Od tego czasu pojawiał się regularnie na parkiecie, na krótsze bądź dłuższe fragmenty spotkań. W podstawowej szóstce znalazł się przypadkowo. W pierwszym spotkaniu ligowym sezonu 1994/1995 musiał zastąpić Dariusza Grobelnego, który złamał nogę. Debiut zaliczył udanie i od tego momentu pojawiał się wyjściowym składzie radomian. W 1994 roku z Czarnymi zdobył brązowy medal w mistrzostwach kraju. Rok później z drużyną powtórzył ten sukces.
Po wywalczeniu drugiego "krążka" przeszedł do zespołu Yawal AZS-u Częstochowa, który wtedy był oparty na młodych zawodnikach, w tym również młodzieżowych reprezentantach Polski. W drużynie towarzyszyli mu m.in. Piotr Gruszka, Damian Dacewicz, Marcin Nowak. W pierwszym sezonie z nową drużyną zdobył kolejny w swojej karierze brązowy medal, natomiast w 1997 roku wywalczył mistrzostwo kraju. W tym samym roku został graczem Legii Warszawa. W warszawskiej Legii trenował pod okiem Jerzego Salwina, a z drużyną z Warszawy nie odniósł jednak większych sukcesów. Po spadku stołecznego klubu z najwyższej klasy ligowej Robert Prygiel wrócił do drużyny Czarnych Radom. Powrót do Radomia pozytywnie wpłynął na jego formę, ponieważ w połowie pierwszego sezonu 2000/2001, został uznany najlepszym atakującym Polskiej Ligi Siatkówki. W klubie jednak panowała nieodpowiednia atmosfera, spowodowana niesportowymi zachowaniami niektórych zawodników, która przekładała się na wyniki w lidze. Robert Prygiel ze swoim zespołem przegrał rywalizację z Jastrzębskim Węglem o brązowy medal mistrzostw kraju. W kolejnym sezonie wycofał się sponsor, a klub nie miał już pieniędzy. Po rundzie zasadniczej Prygiel wraz z Adamem Nowikiem przeszedł do EKS Skry Bełchatów, broniącej się przed grą w barażach. Nowi siatkarze okazali się znaczącym wzmocnieniem drużyny, która rozgrywki zakończyła na 3. miejscu. Był to pierwszy medal w historii tego klubu. W 2003 wyjechał do Rosji, by reprezentować zespół Gazprom Surgut. Został pierwszym Polakiem, który wystąpił w rosyjskiej lidze. Już w pierwszym sezonie zajął 9. miejsce w klasyfikacji najlepszych zawodników Superligi w plebiscycie gazety "Sport–Ekspres". Po zakończeniu rozgrywek Prygiel zdecydował się zostać w rosyjskim klubie na kolejne 3 sezony. W 2008 zawodnik podpisał kontrakt z Jastrzębskim Węglem. Początkowo negocjował z działaczami Jadaru Radom, ale nie doszedł z nimi do porozumienia. W Jastrzębiu grał również w sezonie 2008/09, dochodząc z klubem do turnieju finałowego rozgrywek Pucharu Challenge, gdzie Polacy przegrali 2:3 mecz finałowy, decydujący o zdobyciu pucharu, mecz z tureckim Arkasem Spor Izmir. Siatkarz zdobył też swój piąty brązowy medal mistrzostw Polski. Potem przez rok grał Jadarze Radom, a następnie w Politechnice Warszawskiej. W 2011 wrócił do swojego macierzystego klubu, Czarni Radom. W pierwszym sezonie z Wojskowymi awansował do I ligi, a w następnym do PlusLigi, zdobywając mistrzostwo rozgrywek I ligi. W klubie równolegle pełnił obowiązki asystenta trenera Wojciecha Stępnia. Po tym sukcesie zdecydował się zakończyć karierę zawodniczą.

### Sukcesy
Mistrzostwo Polski:
- 1997
- 1994, 1995, 1996, 2002, 2009

Puchar Challenge:
- 2009

Mistrzostwo I ligi:
- 2013

## Kariera reprezentacyjna
W 1993 roku zadebiutował w młodzieżowych barwach narodowych, biorąc udział na mistrzostwach świata kadetów w Stambule. Dwa lata później pojechał z kadrą na mistrzostwa świata juniorów w Malezji. Oba turnieje z reprezentacją nie zaliczył do udanych.
W pierwszej reprezentacji narodowej debiutował w jednym z meczów towarzyskich przed Igrzyskami Olimpijskimi w Atlancie (1996). Wziął udział w licznych spotkaniach sparingowych. Został powołany również na olimpiadę. W imprezie nie zagrał w żadnym meczu, a reprezentacja Polski zajęła 11. miejsce.
W następnych latach często otrzymywał powołania, ale często znajdował się poza pierwszą szóstką. Mimo że zaliczył udany sezon 2000/2001 w drużynie Czarnych Radom, nie znalazł się w składzie na Mistrzostwach Europy 2001. Szansę gry w kadrze dał mu nowy szkoleniowiec Waldemar Wspaniały, powołując go Mistrzostwa Świata w Argentynie.
Uczestniczył również meczach Ligi Światowej. W 2003 roku w Lidze Światowej był najskuteczniejszym zawodnikiem polskiego zespołu. Na Mistrzostwach Europy w Lipsku został dostrzeżony przez trenerów m.in. drużyn rosyjskiej Superligi. W 2004 roku po dobrych występach w Superlidze nie znalazł jednak uznania szkoleniowca przygotowującego kadrę do igrzysk w Atenach.
Po dwóch latach wrócił do gry w reprezentacji. Do kadry zaprosił go nowy trener Raúl Lozano. Występował w fazie interkontynentalnej w rozgrywkach Ligi Światowej 2006 i 2007.

## Kariera trenerska
Zakończył karierę w 2013 roku po wywalczeniu mistrzostwa I ligi z Czarnymi Radom. Przez kolejne 2 sezony prowadził radomską drużyną jako I trener w rozgrywkach Plusligi. W sezonie 2015/2016 asystent Raula Lozano w Radomiu. Po objęciu przez Argentyńczyka reprezentacji Iranu, w kwietniu 2016, wrócił na stanowisko I trenera. 14 stycznia 2021 roku przestał pełnić obowiązki pierwszego trenera drużyny. 

## Inne pełniące funkcje
Latem 2021 został prezesem PSG Stali Nysa. W lutym 2024 roku wystartował w wyborach samorządowych na prezydenta miasta Radom, które odbędą się w kwietniu.

## Statystyki zawodnika w reprezentacji Polski
| Impreza                 | Punkty z ataku | Punkty z bloku | Asy serwisowe | Suma |
| Liga Światowa 2002      | 75             | 9              | 2             | 86   |
| Mistrzostwa Świata 2002 | 4              |                |               | 4    |
| Liga Światowa 2003      | 110            | 10             | 16            | 136  |
| Liga Światowa 2007      | 29             | 3              | 1             | 33   |

## Nagrody i wyróżnienia
- 2003: Najskuteczniejszy siatkarz reprezentacji Polski w Lidze Światowej 2003
- 2005: Miejsce w najlepszej szóstce zawodników zagranicznych rosyjskiej Superligi po zakończeniu fazy zasadniczej w sezonie 2004/2005